# Inca pulverulenta
Inca pulverulenta är en skalbaggsart som beskrevs av Olivier 1789. Inca pulverulenta ingår i släktet Inca och familjen Cetoniidae. Inga underarter finns listade i Catalogue of Life.